# Theodore Rodenburg
Theodore Rodenburg   (Anvers, dècada del 1570 - Anvers, octubre 1644) va ser un poeta neerlandès, dramaturg, diplomàtic i comercial durant l'Edat d'Or neerlandesa.
Va ser un gran viatger i parlava diversos idiomes. Afirma que va estudiar a Itàlia i Portugal, i va passar temps a la cort francesa. Durant diversos anys va ser representant comercial a Londres per a ciutats de la Lliga Hanseàtica, encara que les dates no estan clares: P.E.L. Verkuyl el va posar allà des de desembre de 1602 fins a març de 1607, i Nigel Smith afavorint les dates "1601 fins després de juny de 1610".
Va ser enviat a la cort de Felip III d'Espanya a Madrid de 1611 a 1613, on probablement va assistir a representacions de comedias. Va ser el primer a adaptar comedias espanyoles a l'holandès; quatre d'aquestes adaptacions es van posar en escena i després es van imprimir el 1617-1618.
Va ser nomenat president de "The Eglantine" cambra de retòrica el 1617, poc després de la sortida dels dramaturgs Samuel Coster, Pieter Corneliszoon Hooft i Gerbrand Bredero que va formar la Primera Acadèmia Holandesa. En suport de The Eglantine, Rodenburgh va publicar els Eglentiers Poëtens Borst-Weringh , una discussió de poètica basada en gran part en Apologie for Poetrie de Sir Philip Sidney i Thomas Wilson 'Arte of Rhetorique, però també influenciat per Arte nuevo de hacer comedias en este tiempo de Lope de Vega.
La primera part del El rei Otó III es va publicar el 1616, i la segona i la tercera part el 1617, però es desconeix si es va representar alguna vegada.
Tot i que les seves obres van ser molt populars durant la seva vida, la seva reputació literària va caure ràpidament en descrèdit i negligència, en part a causa del seu ús de tècniques que es consideraven poc classicistes. No van ser errors per part de Rodenburgh. , però els resultats de la seva emulació conscient de Lope de Vega que va abraçar la varietat en l'emoció, la trama, el personatge, la ubicació, el temps i el metre... molt lluny del racionalisme i les unitats de temps, lloc i argument. exigit pels escriptors i teòrics neoclàssics.

## Obra dramàtica
- Trouwen Batavier (1601)
- Batavierse (1616)
- Casandra Hertoginne van Borgonie Karel Baldeus (1617)
- Hertoginne Celia en Grave Prospero (1617).
- Jalourse studentin (1617)
- Rodomont en Isabella (1618), tragèdia.
- Wraeck-gierigers (1618), tragèdia.
- Melibea (1618)
- Hertoginne Celia en grave Prospero (1629).
- Sigismund en Manuella (1635/36)
- Aurelia (1632)
- Mays (1634)
- Vrou Jacoba (1638)